# شورها
شورها (به انگلیسی: Shors) یک گروه قومی ترک‌زبان هستند که بومی استان کمروو روسیه هستند. آن‌ها همچنین در بعضی از اسناد سده‌های ۱۷ و ۱۸ میلادی، کوزنتسکی تاتار (кузнецкие татары)، کوندوما تاتار (кондомские татары)، مارس-سو تاتار (мрасские татары) نیز خوانده می‌شدند.